# Сълзите на апачите
Сълзите на апачите са вид вулканично стъкло, образувано от богата на силициев диоксид риолитова лава, която се охлажда толкова бързо, че минералите нямат време да кристализират. Формира се, когато разтопената лава се изхвърля във въздуха, част от нея се разпилява на капки, които бързо се охлаждат и втвърдяват преди да достигнат до земята.

## Характеристика
Минералният състав на сълзите на апачите се състои от фелдшпат, амфибол, биотит и кварц. Съставени са от 70 – 75% SiO2 с включвания от MgO и Fe3O4. Представляват малки, приблизително сферични или овални зърна, формирани понякога от редуващи се пластове от светъл и тъмен материал. Най-често обаче, цветът е равномерен, черен или сивочерен. Срещат се и нюанси на кафяво, червено и зелено. Тъмният им цвят се дължи на наличието на минерали, съдържащи в структурата си железен оксид.
Сълзите на апачите имат стъклен блясък и могат да бъдат прозрачни, полупрозрачни или почти непрозрачни. Те са крехки и могат лесно да се спукат или начупят. Твърдостта им по скалата на Моос е 5 – 5,5. Имат аморфна структура и мидест лом, относително тегло 2,3 – 2,6, индекс на пречупване 1,48 – 1,51, дисперсия 0,010, абсорбционен спектър – зелен; 6800, 6700, 600, 6500, 6350, 5950, 5550, 5000.

## Образуване
Сълзите на апачите се образуват в силициеви лавови потоци, лавови куполи или туфи от вулканична пепел. Сферичките могат да се срещнат, включени в маса от перлит, която се разделя по специфичен начин – скалата се разпада на заоблени ядра, наподобяващи перли и се разчленява от мрежа от дребни дъговидни или полусферични пукнатини.
Образуват се при непълна вторична хидратация на вулканично стъкло. Формирането им е свързано с различната степен на охлаждане и различното съдържание на основи и вода. Голямото количество вода, присъстваща по време на охлаждането на риолитна лава, довежда до хидратация на стъклото и водата, навлизаща в него, го превръща в перлит. Получава се вид вулканично стъкло, което се разрушава, като се начупва концентрично на характерни топчета, по чиято повърхност се наблюдава иризация. Такова стъкло се състои от нисководен обсидиан отвътре, силно хидратирано стъкло (перлит) отвън и се нарича мареканит. Там, където перлитът не е напълно хидратиран, ядрата остават като камъчета от сълзи на апачите. По тях може да има неравномерно покритие от перлит, а след като се полират, се разкриват лъскави стъклени камъчета. Комбинацията от двете е красива, тъй като се получава контраст – перлитът е светъл на цвят, а сълзите на апачите са тъмни.

## Легенда
Легендата за името на сълзите на апачите датира от 1870-те и е свързана със случка, разиграла се в планините на Аризона. Група от 75 апачки войни са преследвани от американски кавалеристи. Около 50 апачи падат в битката, застреляни от войниците. Останалите 25 решават, че нито ще се предадат, нито ще паднат в бой. Те скачат от високите скали, заедно с конете си, и загиват като волни, свободни хора. Когато жените, децата и майките на бойците откриват телата на своите близки, мъртви в дъното на скалите, сълзите им рухват. Всяка капка сълза, падаща на твърдата, суха земя, се превръща в черен камък. Тези красиви, полупрозрачни камъчета са наречени сълзите на апачите. Вярва се, че който намери такова камъче няма никога повече да плаче, защото апачите са изплакали всички сълзи на света. Планината, в която се е състояла битката, сега се нарича планина Apache Leap (Скокът на апачите).

## Разпространение
Сълзите на апачите могат да се намерят навсякъде, където има вулканична дейност. Първоначално са открити са в Аризона. В САЩ се срещат най-често още в Ню Мексико и Невада.